# Abhandlung (Oberlausitz)
Die Abhandlung ist eine wichtige Urkunde, die Kaiser Ferdinand I. den Oberlausitzer Ständen im Jahr 1561 ausgestellt hat. Sie regelte das Verhältnis des kaiserlichen Landesherren und seiner Beamten zu den politisch berechtigten Ständen des Landes. Damit ist die Abhandlung ein wesentlicher Teil der ständischen Landesverfassung. Von ihrer Entstehung her handelt es sich weniger um ein Privileg, sondern eher um einen Vertrag zwischen Kaiser und Ständen.

## Vorgeschichte
Mit dem 1549 ins Amt gekommenen Oberlausitzer Landvogt Christoph von Dohna waren die Stände bald unzufrieden geworden, weil dieser Inhaber des höchsten Landesamts die Rechte und Privilegien der Stände nicht achtete, er korrupt war und die Justizpflege nicht ordentlich versah. Erstmals 1555 beschwerten sich die Stände deshalb bei ihrem Landesherren, dem König von Böhmen. Aber nichts änderte sich. 1559 reichten die Stände daher in Prag eine förmliche Klageschrift ein, die 108 Punkte umfasste. Darin waren die Verfassungsverstöße des Landvogts, alle seine Übergriffe gegen die Rechte und Gewohnheiten festgehalten. Ferdinand I. bestimmte eine Untersuchungskommission, die in die Oberlausitzer Hauptstadt Bautzen reiste, um die Angelegenheit vor Ort zu prüfen. Die Klage wurde als berechtigt angesehen und ein Prozess gegen Dohna sollte in Prag stattfinden. Der Landvogt starb aber plötzlich noch ehe es zur Verhandlung kam.
Trotzdem waren viele verfassungsrechtliche Fragen nach wie vor ungeregelt. Auch ein neuer Landvogt hätte die auf Gewohnheitsrecht und zahlreichen Einzelprivilegien beruhende Landesverfassung der Oberlausitz ja erneut verletzen können. Die Stände regten daher an, dass ihre Rechte und die Befugnisse der kaiserlichen Beamten schriftlich festgehalten und vom Kaiser konfirmiert werden sollten, was dann auch geschah.

## Inhalt
Die Abhandlung bestätigte eine Reihe alter Rechte der Stände. Am wichtigsten war, dass sie sich ohne Erlaubnis des Kaisers zu Landtagen versammeln durften, und das auch einzelne Landesteile oder jeder Stand für sich Partikularversammlungen abhalten durften. Es wurde festgehalten, wie oft der Landvogt und die Amtshauptleute Gericht halten sollten und auf welche Weise Vertreter des Adels und der Städte als Schöffen daran zu beteiligen waren.
Die Abhandlung legte weiter fest, dass der Landvogt sich in die privaten Belange der Stände nicht einmischen durfte und er auf den Rat der Landesältesten hören sollte.

## Bewertung
Mit der Abhandlung waren wichtige Bereiche des politischen Lebens der Oberlausitz im Sinne der Stände geregelt worden. Die Macht des Landesherren und seiner Amtsträger wurde eingeschränkt. Für die Oberlausitzer hatte die Urkunde eine ähnliche Bedeutung wie die Handfesten, Landesordnungen und Landrechtssammlungen in anderen Ländern der Habsburgermonarchie. In keinem anderen Land waren aber die politischen Mitwirkungsrechte von Adel und Städten so groß wie in der Oberlausitz. Die Regelungen der Abhandlung blieben bis zum Beginn des 19. Jahrhunderts in Kraft. Sie sicherte über 250 Jahre die Autonomie der Stände gegenüber dem Landesherren.